# Classica Sarda 2011
La Classica Sarda 2011, nome con il quale fu chiamata la trentatreesima edizione della Sassari-Cagliari, valida come evento dell'UCI Europe Tour 2011 categoria 1.1, si svolse il 27 febbraio 2011 su un percorso di 194,4 km. Fu vinta dal russo Pavel Brutt che giunse al traguardo con il tempo di 4h50'26".

## Squadre e corridori partecipanti
Partenza con 112 ciclisti, dei quali 21 portarono a termine la gara.
| N.    | Cod. | Squadra             |
| ----- | ---- | ------------------- |
| 1-8   | LIQ  | Liquigas-Cannondale |
| 11-18 | AST  | Pro Team Astana     |
| 21-28 | LAM  | Lampre-ISD          |
| 31-38 | RSH  | Team RadioShack     |
| 41-48 | COG  | Colnago-CSF Inox    |
| 51-58 | KAT  | Katusha Team        |
| 61-68 | ASA  | Acqua & Sapone      |
| 71-78 | BMC  | BMC Racing Team     |

| N.      | Cod. | Squadra                        |
| ------- | ---- | ------------------------------ |
| 71-78   | BMC  | BMC Racing Team                |
| 81-88   | CSM  | Team SpiderTech powered by C10 |
| 91-98   | AND  | Androni Giocattoli-C.I.P.I.    |
| 101-108 | MIE  | Miche-Guerciotti               |
| 111-118 | GBR  | Regno Unito                    |
| 121-128 | FAR  | Farnese Vini-Neri Sottoli      |
| 131-138 | OHT  | Ora Hotels-Carrera             |

## Ordine d'arrivo (Top 10)
| Pos. | Corridore           | Squadra       | Tempo    |
| ---- | ------------------- | ------------- | -------- |
| 1    | Pavel Brutt         | Katusha       | 4h50'26" |
| 2    | Emanuele Sella      | Androni Gioc. | a 2"     |
| 3    | Peter Sagan         | Liquigas      | a 5"     |
| 4    | Francesco Gavazzi   | Lampre-ISD    | s.t.     |
| 5    | Oscar Gatto         | Farnese Vini  | s.t.     |
| 6    | Geraint Thomas      | Regno Unito   | a 11"    |
| 7    | Robert Kišerlovski  | Astana        | a 12"    |
| 8    | Constantino Zaballa | Miche         | a 16"    |
| 9    | Vincenzo Nibali     | Liquigas      | a 30"    |
| 10   | Elia Favilli        | Farnese Vini  | a 39"    |